# 296 Фаетуза
296 Фаетуза (296 Phaetusa) — астероїд головного поясу, відкритий 19 серпня 1890 року Огюстом Шарлуа у Ніцці.